# Szilágypér község
Szilágypér község (románul: Comuna Pir) község Szatmár megyében, Romániában. Központja Szilágypér, beosztott falvai Kispér, Peleszarvad.

## Népessége
A 2011-es népszámlálás adatai alapján a község népessége 1614 fő volt.